# 1912 у літературі

## Нагороди
- Нобелівську премію з літератури отримав німецький письменник і драматург Гергарт Гауптман.

## Народились
- Абдрасул Токтомушев
- Алексинас Хургінас
- Алімов Еннан
- Альфред ван Вогт
- Альфред Шклярський
- Аман Кекілов
- Ананьєв Олександр Миколайович
- Андре Нортон
- Анісов Василь Федорович
- Анстей Ольга
- Балей Петро Несторович
- Барбара Такман
- Бела Кірай
- Бертрам Чендлер
- Бичко Валентин Васильович
- Бірюков Микола Зотович
- Бург Йосиф Кунович
- Ванчо Ніколеський
- Вацлав Іванюк
- Вейкко Лаві
- Винник Олександр Якович
- Вільфред фон Офен
- В'юн Галина Іванівна
- Гаврилов Гнат Гаврилович
- Геза Оттлік
- Генріх Гаррер
- Гривняк Юрій
- Губарев Віталій Георгійович
- Гумільов Лев Миколайович
- Гусєв Олександр Михайлович
- Дальський Володимир Михайлович
- Девід Броуер
- Джон Чівер
- Джордж Кемпбелл (мовознавець)
- Джуліан Саймонс
- Джулія Чайлд
- Диптан Ольга Климівна
- Дімітріос Капетанакіс
- Едмон Жабес
- Едуард Рікардо Брейтуєйт
- Ельза Моранте
- Ервін Штрітматтер
- Ефрон Аріадна Сергіївна
- Жак Берж'є
- Жан Амері
- Жоржі Амаду
- Жумагалі Саїн
- Захар Трубаков
- Звонимир Фуртінгер
- Зрубавел Гілад
- Інгульський Петро Мокійович
- Іштван Еркень
- Карл Рістіківі
- Кирилюк Григорій Васильович
- Кислиця Дмитро Варламович
- Клаус фон Бісмарк
- Клименко Яків Дмитрович
- Кличев Анна-Мухамед
- Кознарський Мирослав
- Коле Неделковський
- Колодій Олена Михайлівна
- Колянківський Микола Спиридонович
- Копелев Лев Зиновійович
- Кочетов Всеволод Онисимович
- Кошиць Марина Олександрівна
- Кривенко Євген Іванович
- Крістіна Зедербаум
- Крум Тошев
- Кунаєв Дінмухамед Ахмедович
- Ласло Кальнокі
- Лео Айтінгер
- Лисяк Олег Олександрович
- Лоуренс Даррелл
- Лужанин Афанасій Васильович
- Луї Поль Боон
- Маківчук Федір Юрійович
- Макогоненко Георгій Пантелеймонович
- Максим Танк
- Малишко Андрій Самійлович
- Мануел до Насіменто
- Маркевич Ігор Борисович
- Мірварід Дільбазі
- Мірсаїд Міршакар
- Муратов Ігор Леонтійович
- Нортроп Фрай
- Олександр Борисович Свірін
- Олик Іпай
- Отто-Ернст Ремер
- Ошанін Лев Іванович
- Патрік Вайт
- Пер Імерслунд
- П'єр Буль
- Піні Олег Олексійович
- Подольський Віктор Аврамович
- Пширков Юліян Сергійович
- Радіон Степан Микитович
- Робер Дуано
- Рональд Фредерік Дельдерфілд
- Рубашов Михайло Борисович
- Рудь Микола Данилович
- Саадат Хасан Манто
- Савчук Олексій Іванович
- Саган-оол Олег Карламович
- Сігурд Евенсму
- Скорупський Володимир Михайлович
- Собко Вадим Миколайович
- Стельмах Михайло Панасович
- Сукачов Леонід Іванович
- Тадеуш Фанграт
- Тарнавський Зенон
- Тібор Секель
- Ткач Дмитро Васильович
- Трипільський Андрій Володимирович
- Турбйорн Еґнер
- Услі Василь Михайлович
- Федір Одрач
- Федоренко Микола Трохимович
- Флауме Анатолій Якович
- Хазін Олександр Абрамович
- Хінкулов Леонід Федорович
- Хоменко Надія Костянтинівна
- Цівчинська Алла Аполлонівна
- Черкаський Юрій Аронович
- Шаміль Алядін
- Шандор Барч
- Юра Зойфер
- Юренко Олесь
- Юрій Соловій
- Ямпольський Борис Самойлович
- Янко Микола Тимофійович

## Померли
- Август Стріндберг
- Адолфс Алунанс
- Ахмед Мідхат
- Ашкерц Антон
- Бачинський Михайло (поет)
- Болеслав Прус
- Брем Стокер
- Бучацький Володимир Хрисантович
- Вагилевич Михайло Михайлович
- Василевський Феофан Олександрович
- Вілем Мрштік
- Вільям Томас Стід
- Герман Банґ
- Ґабріель Сундукян
- Ґеорґ Гайм
- Демченко Яків Григорович
- Джон Джейкоб Астор IV
- Жемчужников Лев Михайлович
- Зелений Павло Олександрович
- Йозеф Вацлав Сладек
- Йон Лука Караджале
- Ісікава Такубоку
- Казас Ілля Ілліч
- Карл Давід аф Вірсен
- Карл Май
- Карой Шегмет
- Леон Дьєркс
- Лепкий Данило Хомич
- Луїс Кордеро Креспо
- Мадхусудан Рао
- Мамін-Сибіряк Дмитро Наркисович
- Назір Ахмад
- Отто Брам
- Пенчо Славейков
- Роберт Фолкон Скотт
- Саба Вазова
- Суворін Олексій Сергійович
- Хвіст Василь Іванович
- Цеглинський Григорій Іванович